# NGC 343
NGC 343 је спирална галаксија у сазвежђу Кит која се налази на NGC листи објеката дубоког неба.
Деклинација објекта је - 23° 13' 28" а ректасцензија 0h 58m 23,9s. Привидна величина (магнитуда) објекта NGC 343 износи 15,5 а фотографска магнитуда 16,3. NGC 343 је још познат и под ознакама AM 0055-232, PGC 133741.